# Kobela
Kobela este o arie protejată (arie specială de conservare — SAC, sit de importanță comunitară — SCI) din Slovacia întinsă pe o suprafață de 6,04 ha, integral pe uscat.

## Localizare
Centrul sitului Kobela este situat la coordonatele 48°46′44″N 17°50′12″E / 48.77902°N 17.83659°E.

## Înființare
Situl Kobela a fost declarat sit de importanță comunitară în aprilie 2004 pentru a proteja 1 specie de plante și 4 specii de animale. Situl a fost protejat și ca arie specială de conservare în martie 2004.

## Biodiversitate
Situată în ecoregiunea alpină, aria protejată conține 4 habitate naturale: Tufărișuri subcontinentale peripanonice, Pajiști uscate seminaturale și facies de acoperire cu tufișuri pe substraturi calcaroase (Festuco-Brometalia) (* situri importante pentru orhidee), Fânețe de joasă altitudine (Alopecurus pratensis, Sanguisorba officinalis), Păduri panonice cu Quercus pubescens.
La baza desemnării sitului se află mai multe specii protejate:
- plante (1): sisinei (Pulsatilla grandis)
- păsări (1): mărăcinar negru (Saxicola torquatus)
- nevertebrate (3): albilița portocalie (Colias myrmidone), fluturele de noapte (Eriogaster catax), Euplagia quadripunctaria

Pe lângă speciile protejate, pe teritoriul sitului au mai fost identificate 5 specii de plante, 1 specie de amfibieni, 5 specii de mamifere, 9 specii de nevertebrate, 2 specii de reptile.